# Трувело (лунный кратер)
Кратер Трувело (лат. Trouvelot), не путать с кратером Трувело на Марсе,  — небольшой ударный кратер в северном полушарии видимой стороны Луны. Название присвоено в честь французского астронома Этьена Леопольда Трувело (1827—1895) и утверждено Международным астрономическим союзом в 1935 г. 

## Описание кратера
Кратер Трувело расположен в районе северной оконечности Альпийской долины. Ближайшими соседями кратера Трувело являются кратер Протагор на севере; кратер Эгеде на востоке и кратер Кассини на юге. На западе-юго-западе от кратера находятся горы Альпы и, далее, Море Дождей; на севере Море Холода; на юге-юго-востоке горы Кавказ. Селенографические координаты центра кратера 49°22′ с. ш. 5°47′ в. д. / 49,37° с. ш. 5,79° в. д., диаметр 8,5 км, глубина 930 м.
Кратер имеет близкую к циркулярной чашеобразную форму с небольшим выступом в восточной части.  Вал несколько сглажен, но сохранил достаточно четкие очертания. Высота вала над окружающей местностью достигает 330 м, объем кратера составляет приблизительно 30 км³. Дно чаши в южной части отмечено мелким кратером.

## Сателлитные кратеры
| Трувело | Координаты                                          | Диаметр, км |
| ------- | --------------------------------------------------- | ----------- |
| G       | 47°27′ с. ш. 0°14′ в. д. / 47,45° с. ш. 0,24° в. д. | 3,8         |
| H       | 49°55′ с. ш. 4°31′ в. д. / 49,92° с. ш. 4,51° в. д. | 4,4         |

## См.также
- Список кратеров на Луне
- Лунный кратер
- Морфологический каталог кратеров Луны
- Планетная номенклатура
- Селенография
- Минералогия Луны
- Геология Луны
- Поздняя тяжёлая бомбардировка